# Hélioparc
La technopole Hélioparc, fondée en 1987, est située à Pau, dans le département des Pyrénées-Atlantiques. Initiée par le département des Pyrénées-Atlantiques, la communauté d'agglomération Pau Béarn Pyrénées et le groupe Total, Hélioparc a pour objectif de favoriser le développement économique de Pau et du Béarn par l’innovation. Elle est labellisée par le réseau Retis.

## Structure
S’étendant sur un campus de six hectares, Hélioparc abrite divers outils d'accompagnement, dont trois incubateurs, trois pépinières thématiques et un accélérateur. En 2020, elle accueillait 160 entreprises innovantes (startups, PME, grands groupes), totalisant environ 1 500 emplois hautement qualifiés.
Hélioparc favorise la fertilisation croisée et les échanges scientifiques et techniques dans des domaines clés tels que les géosciences, le génie pétrolier, les matériaux, l’énergie, l’environnement et le numérique. Chaque secteur bénéficie d'instruments dédiés, permettant d’accompagner chaque année 35 startups via des incubateurs spécialisés comme l’Atelier Numérique et Geostart.

### Missions
Les missions principales d'Hélioparc incluent :
- La détection, l’expertise et l’évaluation de projets innovants.
- L’accompagnement des startups et entreprises innovantes.
- L’animation des filières d’excellence du territoire.
- La mise en réseau et le transfert de technologie.
- La promotion du territoire et l’accueil des entreprises.

### Gouvernance
Hélioparc est administrée par la Communauté d’agglomération Pau Béarn Pyrénées sous une Délégation de Service Public.
- Président de la SEM : Mohamed Amara
- Directeur général de la SEM : Olivier Farreng

En 2019, Olivier Farreng a été élu président du réseau RETIS.

## Historique
En 1951, la Société Nationale des Pétroles d'Aquitaine, la SNPA découvre à Lacq l'un des gisements de gaz naturel les plus importants au monde. Cependant, plusieurs années sont nécessaires pour résoudre les problèmes techniques liés à la corrosité excessive, aux températures élevées et à la pression du gaz. L'exploitation commence en 1957, avec un débit initial de 20 millions de mètres cubes de gaz brut.
En 1985, la SNPA crée un centre de recherche à Pau, le Centre Micoulau, visant à résoudre les problèmes d'exploitation, à améliorer les techniques de production et à poursuivre l'exploration pétrolière et gazière en Aquitaine. Un premier centre, axé sur la chimie, avait été établi à Lacq.
Sous la direction de Jean Féger, le découvreur du gisement, la construction du Centre de Recherche de Pau (CRP) débute en 1959, au nord de la ville, à l'époque située en dehors du tissu urbain. Plus tard, l'Université de Pau et des Pays de l'Adour sera édifiée à proximité.
Le premier directeur du CRP est Jean Féger lui-même, suivi de Gilbert Rutman, qui devient vice-président d'ELF Aquitaine, puis de Pierre Guillaumat, et enfin d'Albin Chalandon. En 1958, la SNPA met en service un centre administratif de 800 personnes aux allées de Morlaas. Les travaux liés à l'expérimentation scientifique deviennent nécessaires, et sept bâtiments sont édifiés à Micoulau entre 1959 et 1960, destinés à la géologie, la géophysique, à la recherche en laboratoire, à l'administration et à la documentation.
À partir de 1970, le Calcul haute performance apparaît avec la construction d'un autre bâtiment pour modéliser les forages. Micoulau devient alors un pôle d'innovation et de technique, où les chercheurs étudient les phénomènes naturels, physiques et chimiques liés à la prospection, aux forages et à la production d'hydrocarbures liquides ou gaziers. Une équipe de recherche théorique se consacre à la recherche fondamentale dans le domaine physico-chimique pour développer des appareils et créer de nouveaux outils, notamment des chromatographes automatiques.
De 1962 à 1973, les bâtiments sont agrandis, accueillant 600 personnes sur 20 000 m². Au début des années 1980, Micoulau devient trop exigu pour l'une des équipes de recherche d'une des plus importantes compagnies pétrolières au monde. En 1985, le CSTJF (Centre scientifique et technique Jean-Féger) est créé.
Micoulau se transforme en une opportunité immobilière. Jean Gougy, député et vice-président du Conseil général, pousse pour favoriser l'émergence de nouvelles activités créatrices d'emplois en implantant des laboratoires de recherche et des entreprises de pointe, s'inspirant des pionniers de Grenoble et de Sophia-Antipolis. Le maire de Pau, André Labarrère, procède à l'acquisition des locaux lors d'une séance au Parlement de Navarre, le 20 juin 1986.
La création de Hélioparc est officialisée le 16 juin 1987.
En 2024, Hélioparc compte 14 immeubles et le chiffre d’affaires cumulé des entreprises  se rapproche des 200 millions d’euros. Le bâtiment le plus récent est Marie Curie, inauguré 2024, qui accueille notamment Météorage.  La construction du 15e bâtiment Ada Lovelace est prévue pour 2026. 

### France 2030
Trois entreprises d'Hélioparc ont été mises en avant dans le cadre du plan d’investissement France 2030. Fébus Optics, spécialisée dans la surveillance des infrastructures, Skipper NDT, experte en géolocalisation des canalisations, et Prof en Poche, éditeur de solutions éducatives basées sur l'intelligence artificielle.

### Pôle Avenia
Le Pôle Avenia, basé à Hélioparc, est une association visant à soutenir l'innovation dans le secteur du sous-sol. Il regroupe PME, laboratoires de recherche et établissements de formation, facilitant le développement de projets collaboratifs. Labellisé depuis 2010, Avenia a récemment été retenu pour la phase IV des pôles de compétitivité, soulignant sa croissance et son autonomie financière, représentant 50 % de ses revenus.
Le Pôle Avenia a élargi son champ d'activité pour inclure des domaines tels que la géothermie et la géotechnique, renforçant son rôle dans l'innovation des industries du sous-sol.

### Greenov
Greenov, incubateur au sein d'Hélioparc, est destiné à la transition écologique et énergétique. Son but est de promouvoir des projets visant à réduire l'impact des activités humaines sur le climat, axé sur l'éco-innovation, l'économie circulaire et les énergies renouvelables.

### Geostart
Geostart est le premier espace en France entièrement destiné à l'innovation dans les géosciences, situé au sein d'Hélioparc Technopole à Pau. Ce nouvel incubateur et pépinière, lancé par Hélioparc, vise à renforcer l'écosystème des géosciences en offrant un cadre propice à la création et au développement d'entreprises dans ce secteur.
Pau, en tant que ville centre de l'industrie géothermique française, accueille de nombreux leaders mondiaux dans le domaine des géosciences, bénéficiant d'infrastructures de qualité et d'une offre de formation solide. Geostart se situe à proximité d'instituts de recherche et d'écoles d'ingénieurs, favorisant ainsi les synergies entre startups et acteurs établis.

## Dates clés
- 1987 : Création de la SEM Hélioparc
- 1997 : Lancement du premier incubateur et pépinière d’entreprises
- 2013 : Ouverture de l’Atelier Numérique, incubateur destiné au digital
- 2016 : Lancement de Geostart, incubateur pour les géosciences
- 2019 : Création de la communauté French Tech Pau Béarn
- 2020 : Atteinte de 1500 emplois sur le site